# Ryan Hardie
Ryan Hardie (Stranraer, 17 marzo 1997) è un calciatore scozzese, attaccante del Wrexham.

## Carriera

### Club
Ha giocato nella prima divisione scozzese e nella seconda divisione inglese.

### Nazionale
Ha giocato con varie nazionali giovanili scozzesi comprese tra l'Under-16 e l'Under-21.

## Palmarès

### Club

#### Competizioni nazionali
- Scottish Championship: 1

Rangers: 2015-2016
- Scottish Challenge Cup: 1

Rangers: 2015-2016
- Football League One: 1

Plymouth: 2022-2023